# Еліс Мері Робертсон
Еліс Мері Робертсон (2 січня 1854  — 1 липня 1931) — американський педагог, соціальний працівник, державний службовець і політик, яка стала другою жінкою, яка була представлена в Конгресі США, і першою зі штату Оклахома. Робертсон була першою жінкою, яка перемогла чинного конгресмена. Вона була відома своєю сильною особистістю, прихильністю до питань корінних американців та антифеміністською позицією. 
До обрання Мері Фоллін у 2006 році, Робертсон була єдиною жінкою, обраною з Оклахоми до Конгресу. 

## Освіта, викладання та ранні роки державної служби
Робертсон народилась в місії Таллахассі в Крік-Нації, Індіанська територія, у місіонерів Енн Елізи (уроджена Вустер) та Вільяма Шенка Робертсона. Її дідусем по матері був Самуель Ворстер, який був довгий час місіонером Черокі. Згідно з переписом США 1860 року  її сім'я проживала в Крик-Нації, Індіанських землях, Арканзасі . Її батьки переклали багато творів на крикську мову, включаючи Біблію. У ранньому житті Мері Еліс Робертсон була самоучкою під наглядом батьків. Вона відвідувала коледж Ельміри, в Ельмірі, Нью-Йорк.

## Кар'єра
Робертсон почала працювати канцеляристкою у Бюро індіанських справ (BIA) у Вашингтоні (1873 — 1879). Вона повернулася в індіанський край і деякий час викладала в школі в Таллахассі. Пізніше вона викладала в Індіанській індустріальній школі Карлайл у місті Карлайл, штат Пенсильванія, в 1880 — 1882 роках. Школа була зразком для індіанських шкіл-інтернатів по всій країні. 
Робертсон повернулась до індіанської території та створила місію Нуяка . Місією керували пресвітеріани, які звітували перед Крикською радою. Вона викладала в Окмульге, штат Оклахома, де Робертсон керувала пресвітеріанською школою-інтернатом для корінних американських дівчат. Який врешті-решт перетворився на коледж Генрі Кендалла, а потім університет Тулси . 
Робертсон була призначена BIA першою урядовою керівницею індіанських шкіл Крік, і вона служила в 1900 — 1905 роках. Далі вона була призначена президентом Теодором Рузвельтам поштмейстром США в Маскогі, штат Оклахома, де служила в 1905 — 1913 роках. Вона була першою в країні жінкою поштмеймтром поштового відділення класу A.  Під час Першої світової війни вона надала їдальню місцевим військам, що було початком Глави Маскогі Американського Червоного Хреста. 

## Політичне життя

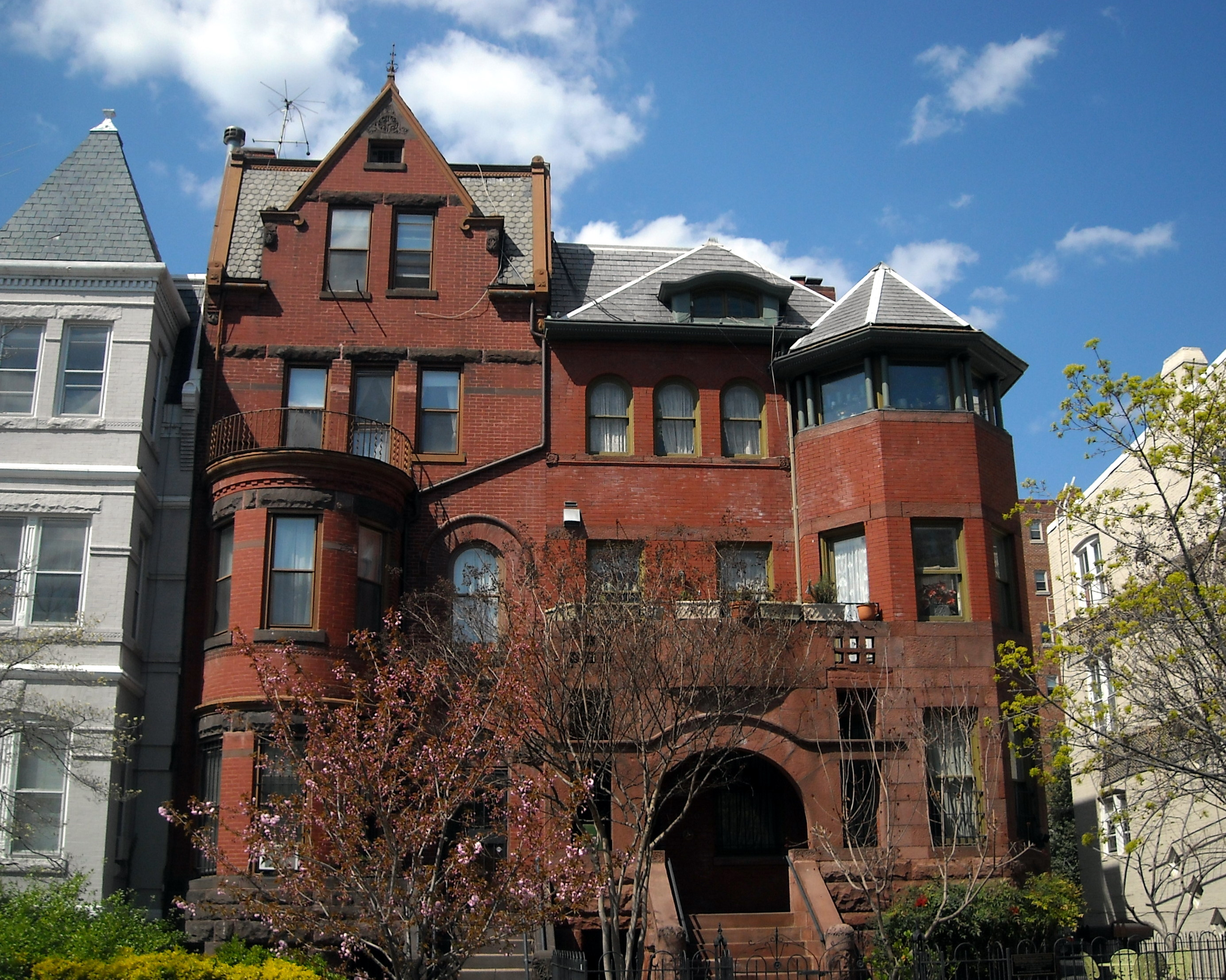
Колишня резиденція Робертсон в мікрорайоні Дюпон-Коло, штат Вашингтон

Робертсон стала більше займатися політикою. Вона була обрана 2-м округом Оклахоми як республіканський представник 67-го конгресу, перемігши діючого Вільяма Гастінгса. Вона була першою жінкою, яка перемогла чинного представника на парламентських виборах. Вона обіймала посаду 4 березня 1921 р. — 3 березня 1923 р., але в 1922 році невдало балотувалася на переобрання і зазнала поразки від Гастінгса. 
Робертсон була другою жінкою, яка обіймала місце в Конгресі, після представниці Жанетти Ранкін з штату Монтана, яка була конгресменом в 1917 — 1919 роках. До закінчення її терміну Ребекка Фелтон була призначена на один день до Сенату, а представники Вінніфред Гек з Іллінойсу та Мае Нолан з Каліфорнії виграли позачергові вибори; вони були третьою, четвертою та п'ятою жінками, які були представлені в Конгресі. Під час свого терміну Робертсон стала першою жінкою, яка головувала в Палаті представників 20 липня 1921 року. 
Робертсон була першою жінкою, обраною до Конгресу після прийняття 19-ї поправки до Конституції, яка гарантувала жінкам право голосу. Вона виступала проти феміністичних груп, таких як Ліга жінок-виборців та Національна жіноча партія. Робертсон проголосувала проти законопроєктів, що фінансували материнство та догляд за дітьми, мотивуючи це тим, що вони були необґрунтованим втручанням уряду в особисті права. Це принесло їй підтримку Дочок американської революції, учасницею якої вона була. Вона також проголосувала проти законопроєкту "Дайєр проти боротьби з самосудом" 

## Останні роки
У травні 1923 року Робертсон була призначена президентом Уорреном Г. Хардінгом працівником добробуту в лікарні ветеранів № 90 в Маскогі. Вона вийшла на пенсію для ведення молочної ферми. 
Робертсон загинула у Маскогі та була похована на кладовищі Грінхілл. 

## Спадщина та відзнаки
- Вона заповіла свою особисту бібліотеку та сімейні документи університету Тулси, де вони стали частиною колекції бібліотеки Макфарліна. Серед документів бібліотеки є й переклади Кріка, які були зроблені її батьками та її дідом Семюелем Остіном Вустером.
- Робертсон Голл, гуртожиток в Університеті науки і мистецтв Оклахоми в Чикаші був названий на її честь. [5]
- У місті Маскогі середня школа Еліс Робертсон — центр 7-го та 8-го класів міста.